# Reynald Secher
 (janvier 2024).
 (novembre 2021).
 (décembre 2018).
Reynald Secher, né le 27 octobre 1955 à Nantes (Loire-Atlantique), est un historien, écrivain et scénariste français. Ses travaux portent principalement sur la guerre de Vendée, au sujet de laquelle il défend la thèse, depuis les années 1980 du « génocide » orchestré selon lui par le gouvernement révolutionnaire français. 
Il est critiqué pour cette position par la majorité des historiens spécialistes de la Révolution française.

## Biographie

### Famille
Reynald Secher est issu d'une famille de dix enfants originaire de La Chapelle-Basse-Mer.
Il est marié et père de quatre enfants.

### Formation
Licencié d'histoire et géographie et d'histoire de l'art  en 1978, il obtient sa maîtrise d'histoire en 1979 tout en passant une licence d'administration économique et sociale, gestion des entreprises, une licence d'histoire de l'art et un DEA sciences historiques et politiques à Paris lV Sorbonne en 1980, la même année que sa maîtrise AES, gestion des entreprises [Information douteuse], un DEA de droit en 1982, un doctorat de troisième cycle sciences historiques et politiques à Paris lV Sorbonne en 1983, enfin, un doctorat d'État ès lettres et sciences humaines, toujours à Paris IV Sorbonne, en 1985.

### Carrière
Enseignant d'anglais dans un collège (1980-1981), d'histoire et géographie dans un collège et lycée (1980-1985), puis chargé de cours de droit constitutionnel à l'Université de Rennes-I (1983).
Il devient enseignant de culture et de droit européen à l'École supérieure internationale de gestion de Rennes (1990-1991), enseignant à l'école supérieure de commerce de Rennes (ESIG) (1991-1992), enseignant de droit à l'ESIG de Rennes (1986-1999), il est enseignant de relations internationales à l'école de la communication et des médias Sciences Com' de Nantes à partir de 1991.
Il dirige la communication politique et technique du conseil régional de Poitou-Charentes, alors présidé par Louis Fruchard, puis Jean-Pierre Raffarin, de 1986 à 1989.
Il est à l'heure actuelle directeur de la maison d'édition Reynald Secher éditions, conservateur du musée des guerres de l'Ouest de Plouharnel (56), conférencier et écrivain.

#### Catholicisme
Reynald Secher a été très engagé dans les conférences Saint-Vincent-de-Paul[réf. nécessaire],.

## Œuvres

### Contribution à l'étude du génocide franco-français: la Vendée-Vengé(1985)

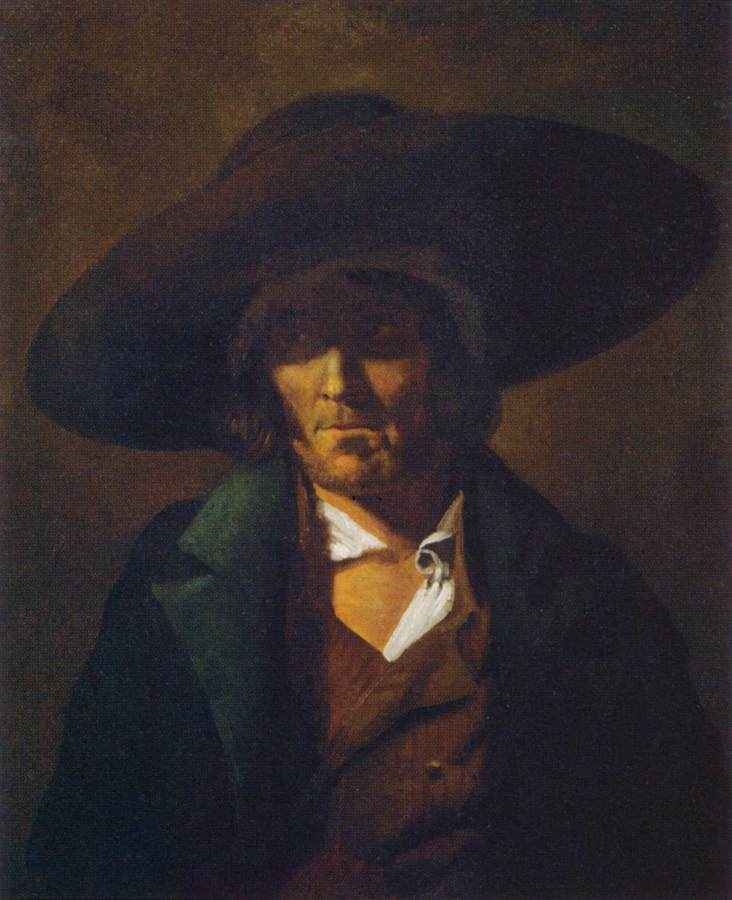
Portrait d'homme, dit Le Vendéen, par Théodore Géricault

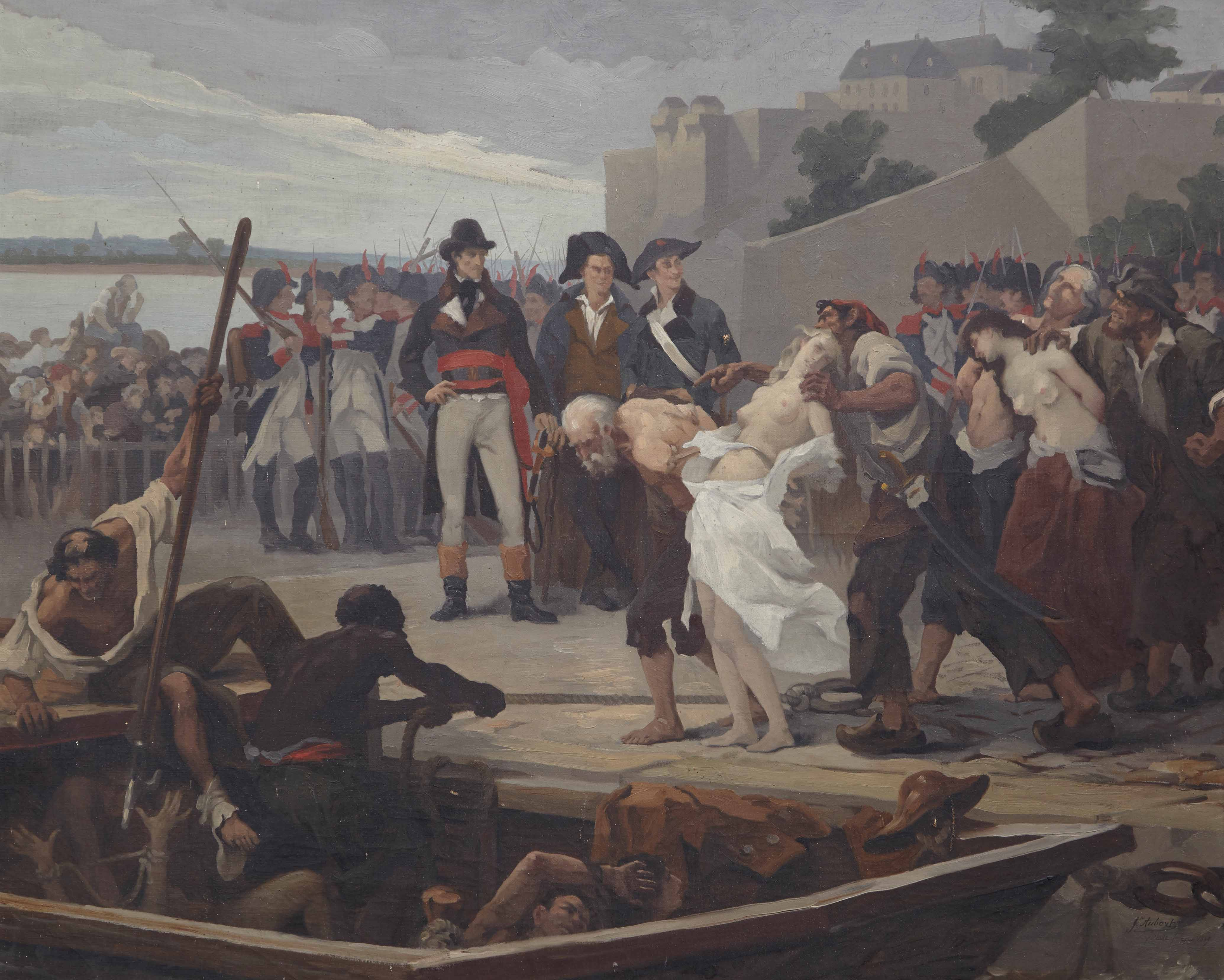
Les Noyades de Nantes en 1793, par Joseph Aubert.

La parution de l'ouvrage sur Le génocide franco-français : La Vendée-Vengé, appuyé par Jean Meyer (universitaire alsacien ayant proposé à son étudiant Reynald Secher de travailler sur le sujet et auteur de la préface), Pierre Chaunu et Jean Tulard, connaît un grand retentissement et déclenche une vive polémique dans le milieu historique, dans les années 1980-1990, investissant rapidement la scène médiatique et politique. L'analyse de son travail a fait l'objet de critiques, notamment des historiens français Michel Vovelle, Jean-Clément Martin,, et de l'historien australien Peter McPhee. Selon eux, l'idéologie prime de manière grossière sur la rigueur historique et révèle de très nombreuses faiblesses, incohérences et omissions.

### Bandes dessinées historiques
Reynald Secher est scénariste de bandes dessinées historiques. Son ouvrage Vendée, paru chez Fleurus en 1989, est traduit en italien (Vandea, 1789-1801. Anjou-Bretagne-Poitou) et publiée par ERS.
En 2016, Reynald Secher se voit interdire par Bruno Genini, l'accès au salon de la bande dessinée de Blois, au motif que sa ligne éditoriale ne correspond pas aux valeurs et à l'éthique du salon.

## Polémiques

### Génocide vendéen
L'historien Jean-Clément Martin, membre du comité scientifique de la Société des études robespierristes, polémique à plusieurs reprises avec Reynald Secher, via médias interposés. Cette querelle d'historiens dure depuis la publication de la thèse sur le génocide franco-français en 1986 ; Martin était alors universitaire. Depuis lors, polémiques et droits de réponse ont été échangés dans des articles de revues spécialisées (« Ni génocide ni mémoricide » entretien avec Jean-Clément Martin dans L'Histoire et « Reynald Secher : La riposte de la Vendée » dans La Nouvelle Revue d'histoire en juin/septembre 2012), des entretiens radio (« Deux lectures de la Vendée » dans Questions d'éthique sur France Culture en mai 2012,,) ou articles de sites d'actualité (« Vendée, où est le génocide ? » et « Vendée, le génocide est là ! » en octobre 2012 dans Causeur), leurs thèses respectives sont même confrontées dans une émission télévisée à caractère historique (L'Ombre d'un doute: Robespierre, bourreau de la Vendée ? sur France 3 en mars 2012).

## Publications

### Ouvrages
- La Chapelle-Basse-Mer, village vendéen. Révolution et contre-révolution, Paris, Perrin, 1986
- Le génocide franco-français : La Vendée-Vengé, Paris, Presses universitaires de France, 1986
  - traduction en italien Il genocidio vandeano (préface de Jean Meyer, présenté par Pierre Chaunu), Effedieffe, 1989
  - traduction en anglais A French Genocide: The Vendee (traduit par George Holoch), University of Notre Dame Press, 2003
  - traduction en polonais Ludobójstwo francusko-francuskie. Wandea departament zemsty (traduit par Marian Miszalski), Varsovie, Iskry, 2003
  - réédition Le génocide franco-français : La Vendée-Vengé, Paris, Perrin, 2006
- Juifs et Vendéens, d'un génocide à l'autre, la manipulation de la mémoire, Paris, Olivier Orban, 1991
- Histoires de Résistance en Bretagne, préface d'Yvon Bourges, Paris, Presses de la Cité, 1994
  - réédition Histoires de résistants en Bretagne, préface d'Yvon Bourges, Presses de la Cité, 2006
- Le Livre noir de la Révolution française, (en collaboration avec une quarantaine d'auteurs), éditions du Cerf, 2009
- La désinformation autour des guerres de Vendée et du génocide vendéen, Atelier Fol'Fer éditions, collection L'étoile du Berger, 2009
- Vendée : du génocide au mémoricide. Mécanique d'un crime légal contre l'humanité (préfaces d’Hélène Piralian, Stéphane Courtois et Gilles-William Goldnadel), Paris, éditions du Cerf, 2011.
- 9 histoires de Noël, avec Gérard Bedel et Mircea Goga, Via Romana, 2008.

### Documents
- Gracchus babeuf. La guerre de la Vendée & le système de dépopulation (texte de Gracchus Babeuf présenté et annoté par Reynald Secher et Jean-Joël Brégeon, Paris, Tallandier, collection In-Texte, 1987.

### Guides
- La guerre de Vendée : itinéraire de la Vendée militaire, Tallandier, collection Guides Historia, 1989.

### Romans historiques
- Les Vire-couettes, Paris, Presses de la Cité, coll. « Roman », 1989.
- Le miroir sans retour, Le Rocher, 2018.
- La Guerre de Vendée à La Chapelle-Basse-Mer, Reynald Secher éd., 2022.

### Biographies
- Jean Pierre Le Roch, de l’exil aux mousquetaires, Acigné, RSE, 1996.
- Legris, Histoire d’une saga industrielle, Acigné, RSE, 1997.
- Un prince méconnu : le dauphin Louis-Joseph, fils aîné de Louis XVI (en collaboration avec Yves Murat), Acigné, RSE, 1999, prix Hugues-Capet

### Bandes dessinées

#### Historiques
- Vendée, 1789-1801, scénario de Reynald Secher, dessin de René Le Honzec, Fleurus, 1989, rééd. RSE, 1994.
- Chouannerie, 1789-1815, scénario de Reynald Secher, dessin de René Le Honzec, Fleurus, 1989.
- Histoire de Bretagne, scénario de Reynald Secher, dessin de René Le Honzec, Acigné, RSE, 10 tomes parus entre 1991 et 2002 :
  - De la terre des pierres à la terre des Bretons, tome 1, 1991.
  - Du royaume au duché, tome 2, 1992.
  - Du Duché à l'union, tome 3, 1993.
  - De l'âge d'or aux révoltes, tome 4, 1994.
  - De la Bretagne aux départements, tome 5, 1995.
  - De la Monarchie à la République, tome 6, 1996
  - D'une République à l'autre, tome 7, 1997.
  - De la région à l'Europe, tome 8, 1998.
  - Un présent pour un futur, 2000.
  - L'histoire de l'histoire, 2002.
- Histoire de la France, scénario de Reynald Secher, dessin de René Le Honzec, Acigné, RSE, depuis 1998 :
  - Les Origines, tome 1, 1998.
  - 60 av. J.-C.-212, tome 2, 2001.
  - 212-482, tome 3, 2013.
  - 482-751, tome 4, 2014.
  - 751-987, tome 5, 2016.
  - 987-1215, tome VI, 2017.
  - 1215-1468, tome VII, 2019
  - 1468-1643, tome VIII, 2021
- Charlemagne. Du Royaume Franc à l'Empire Carolingien, scénario de Reynald Secher, dessin de Ray Saint-Yves, Acigné, RSE, 2002.
- Napoléon III, Empereur des Français, scénario de Reynald Secher, dessin de Charlie Kiéfer, couleurs de Nicole Gallant, Acigné, RSE, 2003.
- Louis XIV, le roi soleil. De la Fronde à la monarchie absolue, scénario de Reynald Secher, dessin de Ray Saint-Yves, couleurs de Jacky Robert, Acigné, RSE, 2005.
- Bonaparte, Le Général Vendémiaire, scénario de Reynald Secher et de Guy Lehideux, dessin de Charlie Kiéfer, couleurs de Nicole Gallant, Acigné, RSE, 2007.
- Verdun, scénario de Reynald Secher et Guy Lehideux, dessin de Jean-Claude Cassini, Acigné, RSE, 2008.
- Henri IV, Du royaume de Navarre, Au royaume de France, scénario de Reynald Secher et de Guy Lehideux, dessin de Ray Saint-Yves, Acigné, RSE, 2010.
- Napoléon Ier, scénario de Reynald Secher, dessin de Charlie Kiéfer, Acigné, RSE, 2006.
- François Ier, Le roi chevalier, scénario de Reynald Secher et de Guy Lehideux, dessin de Serge Finaux, Acigné, RSE, 2015.
- La seconde guerre mondiale, 1er septembre 1939-18 avril 1942, tome 1, scénario de Reynald Secher et de Guy Lehideux, dessin de Cassini, Acigné, RSE, 2015
- La seconde guerre mondiale, 18 avril 1942-18 mai 1945, tome 2, scénario de Reynald Secher et de Guy Lehideux, Acigné, RSE, 2015.

#### Religieuses
- La Messe: des rites sacrés à la découverte du mystère, Acigné, RSE-Nuntiavit.
- Les Sacrement: des rites sacrés à la découverte du mystère, Acigné, RSE-Nuntiavit.
- Sainte Geneviève. La patronne de Paris (423-502): De l'effondrement de l'Empire romain à la naissance de la France chrétienne, Reynald Secher avec Jacques Olivier et Antonio Cardoso, Acigné, RSE-Nuntiavit.
- Sainte Marguerite-Marie. La messagère du Sacré-Cœur (1647-1671/1690): du message de Paray à la reconnaissance universelle, Reynald Secher avec Jacques Olivier et Xorge Chargoy, Acigné, RSE-Nuntiavit.
- Saint Thomas d'Aquin, Le docteur angélique (v.1226-v.1250/1274) : de la philosophie aristotélicienne à la théologie scholastique, Reynald Secher avec Jacques Olivier, Acigné, RSE-Nuntiavit.
- Sainte Clotilde, reine des Francs (V. 475-545), du baptême de Clovis à la conversion de l'Europe, Reynald Secher avec Jacques Olivier, Acigné, RSE-Nuntiavit.
- Saint Jacques le Majeur, Fils de tonnerre (V. 5-V.44), de l'apôtre du Christe aux pèlerins de Compostelle, Reynald Secher avec Jacques Olivier, Acigné, RSE-Nuntiavit.

### Vidéos

#### VHS
- Guerres en Vendée. Combat de Géants, Reynald Secher avec Christian Esquines et Marc Jouanny, 1h30, édition Vidéo-Visite, 1988.
- Bretagne et Bretons, Reynald Secher avec Christian Esquines et Marc Jouanny, Acigné, RSE, 1988.
  - 1re partie: de l'origine à 1532, 1h45
  - 2e partie: 1532 à l'Empire, 1h10
  - 3e partie: de l'Empire à nos jours, 50 min

#### DVD
- Guerres de Vendée. Combat de Géants, Reynald Secher avec Christian Esquines et Marc Jouanny, 88 min, R.S.E., 2008
- Bretagne & Bretons: de l'origine à nos jours, Reynald Secher avec Christian Esquines et Marc Jouanny, R.S.E., 2008
- La Chapelle Saint Pierre ès Liens, interview de Reynald Secher
- Chouannerie(s) 1790/1815, Reynald Secher avec Ronan Manuel et Gérald Nimal, 52 min, R.S.E., 2008

### Collaborations

#### Documentaires
En 2007, la chaîne nationale russe Rossiya 1 a contacté Reynald Secher afin d'obtenir son expertise et sa participation dans le cadre d'un documentaire mettant en parallèle l'écrasement de la révolte de Tambov par Lénine et celui du soulèvement de la Vendée.
- Тамбовская Вандея (La Vendée de Tambov), Rossiya 1, 2007.
- L'ombre d'un doute: Robespierre, bourreau de la Vendée, France 3, 2011.
- La Rébellion cachée, docu-film de Daniel Rabourdin, 2017.

#### Revues
- La Nouvelle Revue d'histoire, hors-série no 2, « L'histoire de la Vendée-Vengé. Entretien avec Reynald Secher », « Reynald Secher et le mémoricide par Stéphane Courtois » et «  le Mémoricide vendéen par Reynald Secher », printemps-été 2011.
- La Nouvelle Revue d'histoire, no 57, « Le génocide vendéen: Révélations exclusives de Reynald Secher», novembre-décembre 2011.
- La Nouvelle Revue d'histoire, no 62, « Reynald Secher: la riposte de la Vendée », septembre-octobre 2012.
- Le Figaro histoire, no 26, "Par le fer et le feu", juin-juillet 2016.

## Distinctions

### Prix littéraires
- 2012 : prix Combourg « pour son livre Vendée. Du génocide au mémoricide et pour l'ensemble de son œuvre » décerné le 6 octobre 2012[21].
- 1987 : prix Georges-Goyau, médaille de bronze, pour son ouvrage La Chapelle-Basse-Mer, village vendéen : révolution et contre-révolution, décerné à Paris le 27 juin 1987[22].

### Décorations
- Chevalier du mérite de l'ordre sacré et militaire constantinien de Saint-Georges (2018)[réf. nécessaire]